# Biblioteca Municipal de Viana do Castelo

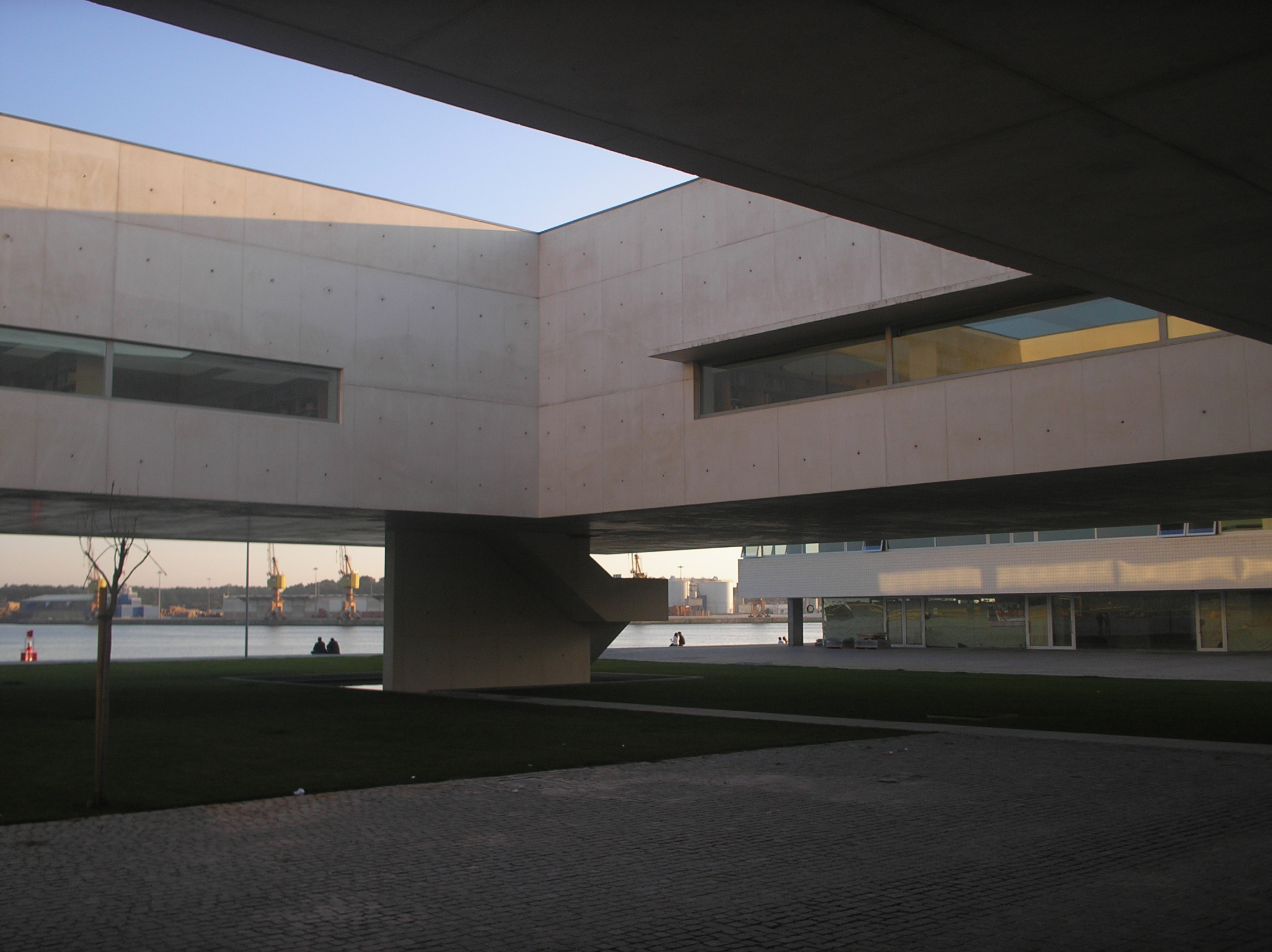
Vista parcial do novo edifício da Biblioteca Municipal de Viana do Castelo

A Biblioteca Municipal de Viana do Castelo foi desenhada por Álvaro Siza Vieira e está localizada no extremo nascente da Praça da Liberdade, na zona ribeirinha de Viana do Castelo, em plena marginal (Google Maps).

## História
Desde a sua fundação, em 1888, a biblioteca conheceu seis "moradas", estando agora voltada ao rio Lima e que, para muitos, é um misto de obra de arte com um espaço para leitura.
O novo edifício começou a ser construído em Janeiro de 2004 e foi inaugurado em 20 de Janeiro de 2008, no âmbito das comemorações dos 750 anos de outorga do Foral a Viana. Custou cerca de 4,5 milhões de euros e obrigou à transferência de mais de 90 mil volumes a partir das "exíguas" instalações anteriores, na rua Cândido dos Reis, entre os edifícios da Repartição de Finanças e da autarquia.

## Arquitectura
A nova Biblioteca Municipal de Viana do Castelo tem uma área total de 3130 metros quadrados, divididos por dois pisos. O volume da biblioteca é de cerca de 1850 metros quadrados, com um vazio central, no piso térreo, permitindo a vista sobre o rio Lima a quem se encontra a norte da estrutura obtida pela elevação do primeiro andar. Contempla uma sala de trabalho, secção multimédia, vídeo e áudio, várias zonas de leitura, uma área para o Centro de Informação e Documentação Europeia, e outra para auto-formação de adultos e aprendizagem à distância. 
No piso inferior, ficam instalados serviços técnicos, gabinetes de trabalho e de consulta de especialidade, áreas de depósito e de atendimento.
No piso superior da nova infraestrutura ficam as três salas principais de leitura, designadamente a Sala Luís de Camões. As outras duas salas foram baptizadas com os nomes de José Saramago e de Fernando Pessoa.
Os mais novos contam também com um espaço próprio, que não colide com a restante área de leitura, com uma sala do conto, atelier de expressão e zonas de leitura própria.
O edifício foi construído em betão branco, que recobre uma complexa estrutura em ferro, sendo a base em granito.
O espólio é constituído por cerca de cem mil livros e documentos do Município de Viana do Castelo, e dividido em três fundos: o de livros de consulta livre, o de periódicos e o de colecções mais antigas, este de acesso mais limitado.